# Casper het vriendelijke spookje
Casper het vriendelijke spookje (originele naam Casper the Friendly Ghost) is een personage uit een aantal stripseries en groot aantal animatiefilmpjes van Famous Studios. Er bestaan tevens een aantal live-actionfilms over het personage. Het personage maakte zijn debuut in een kinderboek uit 1939.

## Achtergrond
Zoals Caspers naam al aangeeft is hij een spook. Hij heeft het uiterlijk en de persoonlijkheid van een jong kind. In tegenstelling tot andere spoken houdt hij er niet van om mensen angst aan te jagen, maar hij doet dit vaak toch doordat men nu eenmaal bang is voor spoken.
Over Caspers oorsprong bestond enige controverse, daar hij mogelijk de geest is van een overleden kind. Enkele van de oudere animatiefilmpjes uit de jaren 40 benadrukken deze theorie door te tonen hoe Casper naast een grafsteen woont. Het filmpje There's Good Boos To-Night uit 1948 speelde zelfs extra sterk in op deze theorie door te tonen hoe een vos waar Casper vrienden mee wordt, sterft, maar vervolgens als geest weer terugkomt. Dit idee werd echter als te morbide gezien voor het doelpubliek en werd daarom in de jaren vijftig veranderd naar de aanname dat spoken geen gestorven mensen zijn maar een ras van mythische wezens (gelijk aan bijvoorbeeld kobolden en imps), en dat Casper dus van nature een spook is. Zijn ouders werden nadien ook geïntroduceerd in de strips en filmpjes. Deze versie van Casper is sindsdien de bekendste en meest geaccepteerde, hoewel er af en toe nog wordt teruggegrepen op de oorspronkelijke theorie dat hij een gestorven mens is. Dit gebeurt onder andere in de live-actionfilm Casper uit 1995. In deze film wordt zelfs dieper ingegaan op zijn dood: hij blijkt in de film te zijn overleden aan een longontsteking.
Caspers echte naam (voor zover hij die heeft) is niet bekend. In de live-actionfilm werd zijn naam vermeld als Casper McFadden, maar in andere incarnaties wordt hier nooit over gesproken. Casper beschikt als spook over de mogelijkheid om te vliegen, onzichtbaar te worden en door muren te lopen. Ook kan hij deels van vorm veranderen.

## Geschiedenis
Het personage Casper werd bedacht in de jaren dertig van de 20e eeuw door Seymour Reit en Joe Oriolo. Zij gebruikten het idee aanvankelijk voor een kinderboek, wat echter weinig succesvol was. Terwijl Reit in het Amerikaanse leger diende tijdens de Tweede Wereldoorlog, verkocht Oriolo de rechten op het boek aan Paramount Pictures' Famous Studios.
Famous Studios zag meer in het idee en verwerkte het tot een korte animatiefilm getiteld The Friendly Ghost, de eerste van de Noveltoons. Dit filmpje sloeg aan, waarna Famous Studios een reeks soortgelijke filmpjes maakte.
Reit en Oriolo schreven nadien nog twee boeken over Casper: There's Good Boos To-Night en A Haunting We Will Go. Ook deze boeken werden tot Noveltoons verwerkt.
In de jaren vijftig kwam Paramount met een nieuwe reeks filmpjes geheel gewijd aan Casper. Zodoende groeide het personage uit tot een van de bekendste personages van Famous Studios. Alfred Harvey, de oprichter van Harvey Comics, begon in 1952 met de publicatie van een stripserie over Casper. In 1957 kocht hij de rechten op het personage, samen met die op een groot aantal andere personages van Famous Studios.
In 1963 verscheen de reeks New Casper Cartoon Show, welke een reeks nieuwe filmpjes over Casper bevatte naast een hoop oude van Famous Studios. Deze werden tot de jaren negentig herhaaldelijk uitgezonden. Door deze filmpjes en andere merchandising bleef Casper populair bij een groot publiek. In 1979 publiceerde de tekenfilmstudio Hanna-Barbera twee feestdagspecials over Casper: Casper's First Christmas en Casper's Halloween Special. Deze specials werden opgevolgd door de serie Casper and the Angels.
In 1995 verscheen de eerste live-actionfilm over Casper. Casper zelf werd in deze film neergezet met behulp van computeranimatie, evenals de andere spoken in de film. De film gaf Casper een uitgebreidere achtergrond. Zo wordt vermeld dat zijn vader blijkbaar een uitvinder was en dat hij zelf op 12-jarige leeftijd is overleden. Dit achtergrondverhaal van Casper wordt in de meeste andere media echter genegeerd.
De film werd opgevolgd door de animatieserie The Spooktacular New Adventures of Casper van Fox Broadcasting Company. Tevens kreeg de film twee direct-naar-videovervolgen: Casper: Een geestig begin en Casper Meets Wendy. In 2000 en 2006 volgden respectievelijk de films Casper's Haunted Christmas en Casper's Scare School, welke geheel met de computer waren getekend. In 2009 werd Casper's Scare School opgevolgd door een gelijknamige animatieserie.

## Acteurs
Cecil H. Roy deed de stem van Casper in de meeste filmpjes van Famous Studios. Norma MacMillan nam de stem voor haar rekening in New Casper Cartoon Show. Julie McWhirter deed Caspers stem in de Hanna-Barbaraserie, Malachi Pearson in de film uit 1995 en de serie The Spooktacular New Adventures of Casper, Jeremy Foley in Casper: Een geestig begin en Casper Meets Wendy, Brendon Ryan Barrett in Casper's Haunted Christmas en Devon Werkheiser in Casper's Scare School.
Devon Sawa is de enige acteur die het personage daadwerkelijk heeft gespeeld in plaats van enkel de stem te doen. Hij speelde Casper in de film uit 1995, tijdens de scène waarin Casper even weer tot leven komt en dus weer zijn vaste, menselijke vorm krijgt.

## Nevenpersonages
In de strips en filmpjes zijn in de loop der jaren een aantal nevenpersonages rondom Casper geïntroduceerd:
The Ghostly Triodrie volwassen spoken die in tegenstelling tot Casper er wel van houden mensen bang te maken. In de meeste incarnaties van de Casper-franchise zijn ze Caspers ooms, maar ze behandelen Casper, hoewel hij hun neefje is, als een slaaf. Ze maakten hun debuut in de stripreeks onder de namen Fatso, Fusso en Lazo. In de live-actionfilm werden ze hernoemd tot Fatso, Stretch en Stinky.
Wendyeen jonge heks gekleed in een rood kostuum en met blond haar. Ze is net als Casper een buitenbeentje bij haar soortgenoten, omdat ze geen slechte dingen wil doen met haar magie. Ze kreeg ook haar eigen stripserie.
Spookyeen spook dat sterk lijkt op Casper, met uitzondering van zijn zwarte neus. Hij is in veel filmpjes en strips Caspers neefje en een echte lastpost. Hij kreeg tijdelijk zijn eigen stripserie.
Nightmareeen spookpaard dat met Casper bevriend is.
KiboshEen groot groen spook, tevens de leider van alle spoken. Hij maakte zijn debuut in de film Casper: Een geestig begin.

## Stripseries
- Casper
- Casper Adventure Digest
- Casper and...
- Casper and Friends
- Casper and Friends Magazine
- Casper and Nightmare
- Casper and Spooky
- Casper and The Ghostly Trio
- Casper and Spooky
- Casper: Een geestig begin (filmadaptatie)
- Casper Big Book
- Casper Digest
- Casper Digest Stories
- Casper Digest Winners
- Casper Enchanted Tales Digest
- Casper Ghostland
- Casper Giant Size
- Casper Halloween Trick or Treat
- Casper in Space
- Casper in 3-D
- Casper Magazine
- Casper Movie Adaptation
- Casper's Ghostland
- Casper's Spaceship
- Casper Special
- Casper Strange Ghost Stories
- Casper, the Friendly Ghost
- Casper TV Showtime
- Famous TV Funday Funnies
- The Friendly Ghost, Casper
- Harvey Two-Pack
- Nightmare and Casper
- Richie Rich and Casper
- Richie Rich, Casper, and Wendy
- TV Casper and Company
- Casper and the Spectrals